# Varalphadon
Varalphadon is een geslacht van uitgestorven buideldierachtigen dat tijdens het Laat-Krijt in Noord-Amerika leefde.
Varalphadon werd aanvankelijk ingedeeld bij de Alphadontidae met V. creber en V. waheapensis, bekend van fossielen uit respectievelijk de Canadese provincie Alberta en de Amerikaanse staat Utah. 
In 2018 werd V. janetae beschreven aan de hand van vondsten uit het Laat-Cenomanien in de Naturita-formatie in Utah. Fylogenetisch onderzoek wees op indeling bij de Sparassodonta als oudst bekende vorm en tevens enige bekende Noord-Amerikaanse vertegenwoordiger. Bij dit onderzoek werd Varalphadon geduid als het zustertaxon van alle Zuid-Amerikaanse sparassodonten en dit wees er op dat de Sparassodonta zich ontwikkelden in Noord-Amerika en zich vermoedelijk tijdens het Maastrichtien naar Zuid-Amerika uitbreidden.
Nieuw onderzoek in 2019 weersprak de indeling van Varalphadon bij de Sparassodonta.